# Top Schlagertextheft

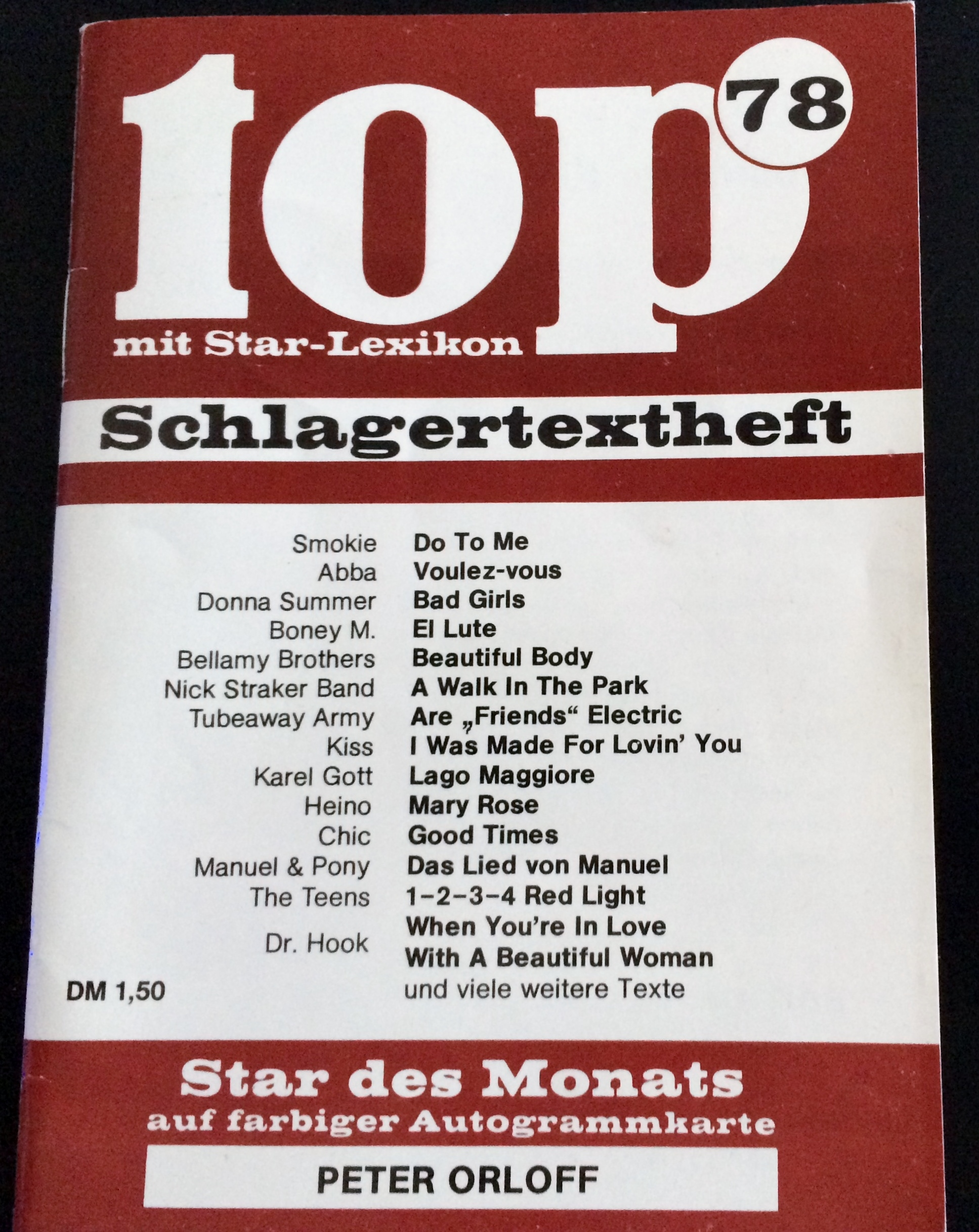
top Schlagertextheft Nr. 78

Das top Schlagertextheft war ein circa 12 × 17 cm großes Heft, in dem Songtexte von Schlagern und internationalen Hits, Star-Autogrammkarten, später auch Tourneedaten und Starlexikon enthalten waren. Die Hefte erschienen von 1970 bis 1990 im Musikverlag Hans Sikorski.

## Geschichte
Im Jahr 1949 erschien im Tempoton-Verlag Sikorski Hamburg die Broschüre (30 bis 35 Seiten) Dein schönstes Lied – Arcadia Liederheft Nr. 1, 1969 die Nr. 92. Die Broschüre beinhaltete Texte von Schlagern und internationalen Hits der 1950er und 1960er Jahre. Die darauf folgenden top Schlagertexthefte erschienen von 1970 bis Ende 1986 alle 6 Wochen, ab Heft 1/1987 monatlich, mit nahezu gleichbleibendem Layout, jedoch mit wechselndem Farbton. Insgesamt wurden zwischen 1970 und 1990 177 Hefte herausgegeben. Mit Heft 1/90 erscheint das top Schlagertextheft zum letzten Mal.

## Inhalte (Auswahl)
- Ab Heft 30 war die Autogrammkarte in Farbe.
- Heft 36 (Oktober 1974) erschien mit Fragebogen und Verlosung. Verlost wurden u. a. 25 Les Humphries-LPs Rock ’n’ Roll Party.
- Ab Heft 40 (1975) gab es zusätzlich die Rubriken Star Lexikon und Top Stars auf Tournee.
- Das Heft 50 (Juni 1976) erschien in goldener Farbe und enthielt ein Preisausschreiben; der 1. Preis war ein Tag mit Udo Lindenberg.
- Ab Heft 98 (23. Dezember 1981) entfiel die Rubrik Top Stars auf Tournee.
- Mit Heft 100 (25. März 1982) erhielt das Heft einen neuen Schriftzug, eine neue Covergestaltung und Pop-Plaudereien mit Rolf Zuckowski über verschiedene Bereiche der Musikbranche.
- Ab Heft 119 (7. Juni 1984) wurde in den Pop Plaudereien über den Interpreten auf der Autogrammkarte erzählt.
- Ab Heft 1/87 erschien das Heft monatlich jeden 1. Mittwoch, hinzu kam ein neu gestaltetes Cover mit Farbfoto, Schwarz-weiß-Fotos innen sowie deutschen Übersetzungen ausgewählter Texte.